# 罗伯特·申坎

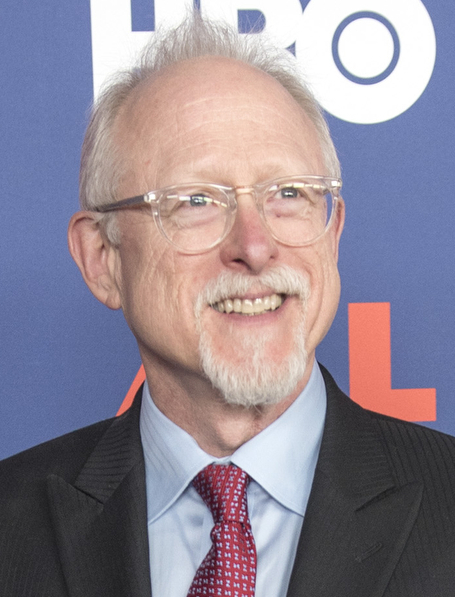

罗伯特·申坎（英語：Robert Schenkkan，1953年3月19日—），美国话剧作家、电影编剧、演员。1992年凭借作品《肯塔基轮回》获普利策戏剧奖。该剧揭露美国西部历史的阴暗面。2014年以其剧本《风雨兼程》获托尼奖最佳话剧奖。该剧讲述了美国总统林登·约翰逊在马丁·路德·金的激励下推动1964年民权法案的一段历史。该剧探讨政治、道德和法律之间的关系，塑造了约翰逊总统鼓舞人心的形象。他其他的话剧作品还有《巴比伦的水》、《刘易斯与克拉克到幼发拉底河》、《好莱坞小姐的婚姻》、《海王》、《魔鬼与丹尼尔·韦伯斯特》、《握蛇者》、《地上天堂》、《最后旅途》、《梦之盗》等，并出版有独幕剧集《与西班牙女人交谈》。
申坎生于北卡罗来纳州教堂山，成长于德克萨斯州奥斯汀。他于德克萨斯大学奥斯汀分校获戏剧学士学位，于康奈尔大学获艺术创作硕士学位。他多年居住于纽约和洛杉矶，1990年之后也常在西雅图活动。他有两个女儿，并且是演员本杰明·麦肯锡的叔叔。